# Ramses V.
Ramses V. war der vierte altägyptische König (Pharao) der 20. Dynastie.  Er regierte von etwa 1150 bis 1145 v. Chr. Über seine Herkunft ist nichts bekannt, eventuell war er ein Sohn von Ramses IV. und Königin Duatentopet/Tentipet.

## Belege
Ramses V. wird bezeugt durch Denkmäler in Timna und dem Sinai, durch Stelen- und Türsturzfragmente in Heliopolis, einer Stele in Karnak, die von Ramses X. usurpiert wurde, einer Felsstele in Dschabal as-Silsila, Blöcke in dem von Ramses IV. übernommenen Tempel von Deir el-Bahari, einer Inschrift anlässlich einer Steinbruchexpedition in Silsila-West und in der Grenzfestung Buhen.
Wesir unter Ramses V. wie auch unter seinem Vorgänger und Nachfolger ist Neferrenpet.

## Herrschaft
Die Regierungszeit von Ramses V. war von der wachsenden Macht der Amun-Priesterschaft geprägt. Diese gelangte zu mehr Wohlstand und Einfluss, da immer mehr Land in den Besitz der Tempel überging, was letztendlich auch eine Schwächung der Königsherrschaft bedeutete. Der Papyrus Turin 1887 berichtet von einem Finanzskandal zur Zeit von Ramses V., in den Priester aus Elephantine involviert gewesen sein sollen. Anzeichen für politische Instabilität finden sich auch im Turiner Papyrus 2044. Handwerker aus Deir el-Medina sollen im 1. Regierungsjahr wiederholt ihre Arbeit am Königsgrab KV9 niedergelegt haben, aus Angst vor feindlichen libyschen Stämmen, die ins Land eindrangen, die Stadt Per-Nebyt angriffen und wenige Tage später bis nach Theben vorrückten. Dies zeigt, dass der ägyptische Staat anscheinend nicht mehr in der Lage war, für die Sicherheit der eigenen Elite-Arbeiter bzw. der allgemeinen Bevölkerung zu garantieren.
Der Papyrus Wilbour aus dem 4. Regierungsjahr, ein Landkataster für Steuererhebungen in einem Teil Mittelägyptens, ist eines der bedeutendsten Dokumente seiner Regierungszeit und dient zum besseren Verständnis der ägyptischen Wirtschaft. Er bezeugt, dass ein Großteil des Landes zwischen Krokodilopolis im Fajum und dem heutigen al-Minya – eine Entfernung von etwa 145 Kilometern – sich in Tempelbesitz befand. Das Dokument unterstreicht die zunehmende Macht des Amun-Hohepriesters Ramsesnacht, dessen Sohn, ein gewisser Usermaatrenacht, gleichzeitig das Amt des obersten Steuerverwalters ausübte.

## Tod

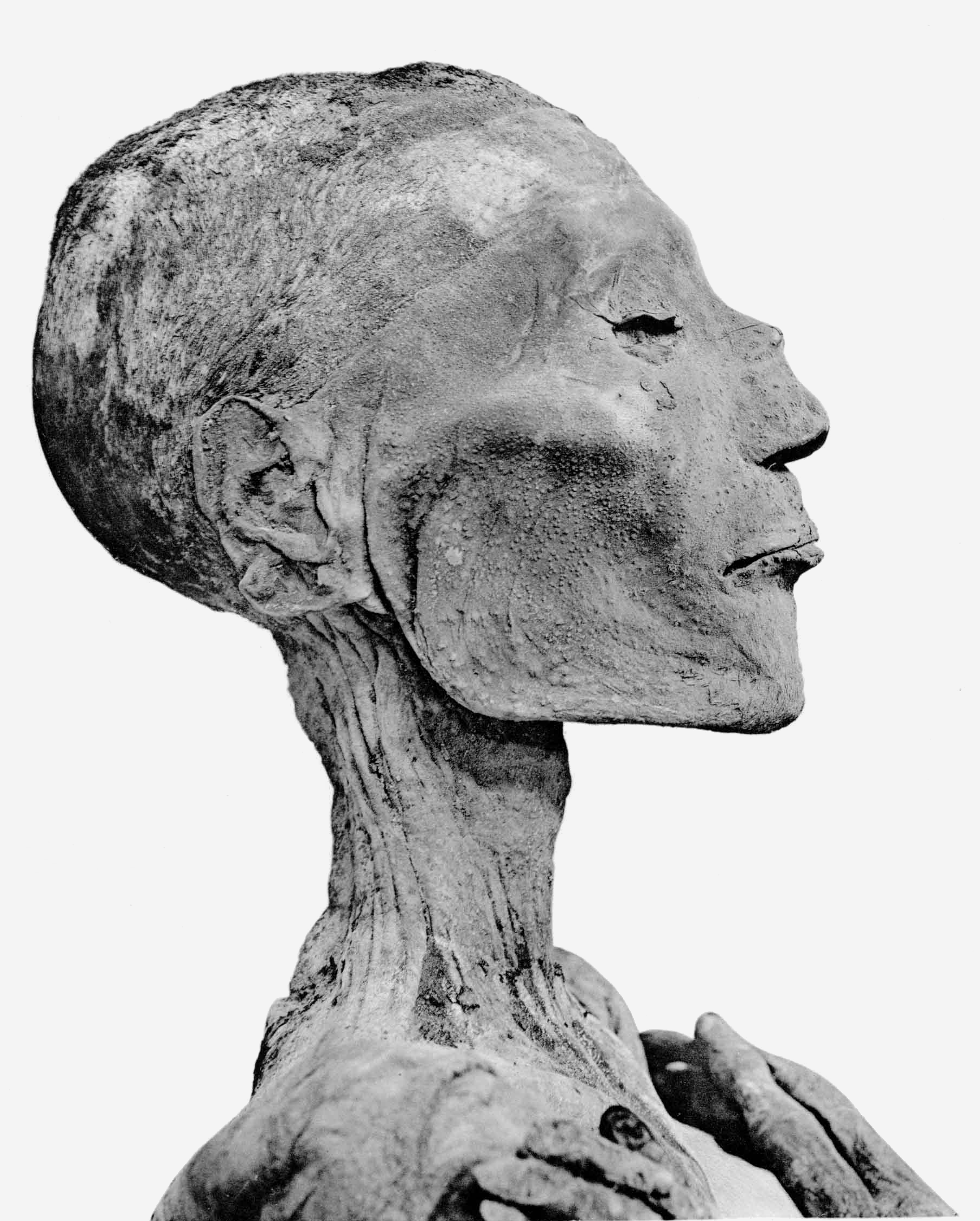
Kopf der Mumie von Ramses V.

Die Umstände von Ramses V. Tod sind unbekannt, es wird jedoch angenommen, dass er vier volle Jahre regierte. Es ist gut möglich, dass sein Nachfolger Ramses VI. ihn noch vor seinem Tod absetzte, da dieser auch sein Grab KV9 im Tal der Könige usurpierte. Ein Ostrakon berichtet, dass der König erst im Jahr 2 von Ramses VI. bestattet wurde, was recht ungewöhnlich ist, da Könige normalerweise 70 Tage nach ihrem Tod mumifiziert und bestattet werden müssen. Ein Grund für die verzögerten Bestattungsmaßnahmen könnte die Vertreibung von libyschen Eindringlingen im thebanischen Raum und die Suche nach einem alternativen vorübergehenden Bestattungsplatz gewesen sein, da KV9 nun als Doppelgrab geplant wurde. Ein Arbeiterprotokoll (P. Turin 1923) aus dem 2. Regierungsjahr von Ramses VI. bestätigt, dass man in Theben-West zu dieser Zeit wieder zur normalen Tagesordnung zurückkehrte.
Die Mumie wurde in der 21. Dynastie in das als Versteck dienende Grab KV35 von Amenophis II. umgebettet, wo man sie 1898 wiederentdeckte. Sie lässt Anzeichen (etwa Pockennarben) erkennen, dass der Pharao mit etwas über 30 Jahren an Pocken verstarb. Er gilt damit als eines der frühesten bekannten Opfer des Pockenvirus.